# Descubierta-Klasse
Die Descubierta-Klasse, auch bekannt als F30-Klasse, war eine 1233 Tonnen verdrängende Klasse von ehemaligen Korvetten der Spanischen Armada, die während ihrer Dienstzeit in Spanien größtenteils zu Hochsee-Patrouillenboote umklassifiziert wurden. Einige Korvetten wurden an Marokko und Ägypten exportiert.

## Geschichte
Der Ursprung des F30-Projektes reicht in die zweite Phase des Marineplanes der 1960er Jahre, der eine Klasse von zwölf Küstengeleitfahrzeugen vorsah, zurück. Nach diversen Problemen wurde die Stückzahl zugunsten von zunächst vier Fregatten der späteren Santa-María-Klasse auf acht Schiffe, zuzüglich einem für Marokko, reduziert. Darüber hinaus wurden die letzten beiden nie durch die Armada in Dienst gestellt, sondern bereits vorher an Ägypten verkauft. Anstelle dieser beiden nicht in Dienst gestellten wurde dann ein zweites Baulos der Santa-María-Klasse-Fregatten beschafft.
In den 1980er- und 1990er-Jahren bildeten die Schiffe als Bestandteil der 21. Geleitflottille trotz ihrer im Vergleich zu Fregatten geringeren Größe einen wichtigen Bestandteil der spanischen Flotte und waren regelmäßig an NATO-Manövern beteiligt oder gehörten zur SRANAVFORMED. Alle aktiven Einheiten der Klasse waren im Zweiten Golfkrieg im Einsatz, sie patrouillierten meist im Roten Meer.
Nach ihrer Umklassifizierung zu Hochsee-Patrouillenbooten zwischen 2000 und 2004 waren die Einheiten weiterhin an internationalen Einsätzen der Armada wie dem UNIFIL-Einsatz vor dem Libanon beteiligt und die Infanta Cristina wurde im Herbst 2010 im Rahmen der Operation Atalanta am Horn von Afrika vergeblich von Piraten angegriffen. Im Unterschied zu ihren Schwesterschiffen wurde die Diana zum Führungsschiff der Minenstreitkräfte umgebaut.

## Technik

### Ursprünglicher Bauzustand
Die Korvetten wurden in Kooperation mit Blohm + Voss in Hamburg entworfen und basierten auf der für Konvoidienste in küstennahen Gewässern ausgelegten portugiesischen João-Coutinho-Klasse.

### Umbau
Nach ihrer Umklassifizierung wurden die Boote im 1. Jahrzehnt des 21. Jahrhunderts entsprechend ihrem geänderten Aufgabenspektrum modernisiert.
Die Patrouillenboote besitzen nun anstelle der 40-mm-Flak ein 20/120- und zwei 12,7-mm-MG sowie vier CHAFF-Täuschkörper. Die Torpedorohre wurden ebenfalls ausgebaut. Die Sensoren bestanden seit dem Umbau aus einem DA-05-Luftradar (nicht F75), ZW-06-Oberflächenradar, DT WM-25-Radar (nicht F75), MD-3721-Navigationsradar, KH-1007-Navigationsradar, MK-1600-Frühwarnsystem und einem DOA-System DM-76.
Die Diana besaß neben dem 76-mm-Geschütz lediglich ein 20/100-mm-MG, ihre Sensoren bestanden im Wesentlichen aus zwei Furuno- und einem Koden-Radar.
Die Höchstgeschwindigkeit der Schiffe wurde mit 25 Knoten angegeben. Ihre Reichweite betrug 4.000 Seemeilen bei einer Geschwindigkeit von 18 Knoten.

## Einheiten
Spanien
Die Namensgebung war nicht ganz einheitlich. Der Name des Typschiff ist die spanische Übersetzung von „Erkundung“. Das zweite Schiff wurde nach der römischen Jagdgöttin benannt, und die Schiffe drei und vier trugen die Namen der Töchter des damaligen Königs Juan Carlos. Die übrigen Namen waren im weiteren Sinne Tapferkeit-assoziierende Berufsbezeichnungen oder ähnliches. Die Schiffe waren als Korvetten alle in Cartagena beheimatet. Später lagen zwei Einheiten in Las Palmas.
| Kennung   | Name             | Bauwerft         | Kiellegung         | Stapellauf         | In Dienst         | Umklassifizierung | Außer Dienst   | Verbleib                          |
| --------- | ---------------- | ---------------- | ------------------ | ------------------ | ----------------- | ----------------- | -------------- | --------------------------------- |
| F31 / P75 | Descubierta      | Bazan, Cartagena | 16. November 1974  | 8. Juli 1975       | 18. November 1978 | 5. Juni 2000      | 30. Juni 2009  | abgewrackt                        |
| F32 / M11 | Diana            | Bazan, Cartagena | 8. Juli 1975       | 26. Januar 1976    | 30. Juni 1979     | 2000              | 28. Mai 2015   | abgewrackt                        |
| F33 / P76 | Infanta Elena    | Bazan, Cartagena | 26. Januar 1976    | 14. September 1976 | 12. April 1980    | 13. Januar 2004   | 17. März 2023  | außer Dienst                      |
| F34 / P77 | Infanta Cristina | Bazan, Cartagena | 11. September 1974 | 8. Juli 1976       | 24. November 1980 | 13. Januar 2004   | 20. März 2024  | außer Dienst                      |
| F35 / P78 | Cazadora         | Bazan, Ferrol    | 14. Dezember 1976  | 17. Oktober 1978   | 20. Juli 1982     | 13. Januar 2004   | 26. April 2018 | außer Dienst                      |
| F36 / P79 | Vencedora        | Bazan, Ferrol    | 1. Januar 1978     | 27. April 1979     | 27. März 1982     | 13. Januar 2004   | 1. Januar 2017 | außer Dienst                      |
| F37       | Centinela        | Bazan, Ferrol    |                    |                    |                   |                   |                | an Ägypten als El Suez (F-941)    |
| F38       | Serviola         | Bazan, Ferrol    |                    |                    |                   |                   |                | an Ägypten als El Aboukir (F-946) |

Mit Zulauf der Mehrzweckboote der Meteoro-Klasse wurde die Mehrzahl der Schiffe ab 2009 außer Dienst gestellt.
 Ägypten
Die beiden ägyptischen Schiffe erhielten die Namen von Orten am Mittelmeer.
| Kennung | Name       | In Dienst        | Außer Dienst | Verbleib  |
| ------- | ---------- | ---------------- | ------------ | --------- |
| F941    | El Suez    | 21. August 1984  |              | unbekannt |
| F946    | El Aboukir | 27. Oktober 1984 |              | unbekannt |

 Marokko
Die königlich-marokkanische Marine stellte am 26. Februar 1982 die nach einem Offizier benannte Errhamani, Kennung 501, in Dienst. Das bei Bazan in Ferrol gebaute noch im aktiven Dienst stehende Schiff besitzt anstelle der amerikanischen Harpoon-Seezielflugkörper die des italienischen Typs Aspide.